# 田漢

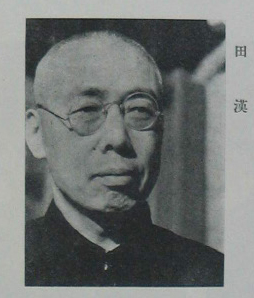
全国人民政治協商会議の代議員時代

田漢（でんかん、簡体字表記は田汉、1898年3月12日 - 1968年12月10日）は、中国の劇作家、作詞家、詩人。現在の中国の国歌である『義勇軍進行曲』の作詞者として知られている。湖南省長沙出身。

## 生涯
1912年に長沙師範学校に入学。1917年に日本に留学し、東京高等師範学校（筑波大学の源流の一つ）に学ぶ。この頃に郭沫若と親交を結ぶ。1920年に帰国し、翌21年上海で中華書局に勤務し、妻の易漱瑜と雑誌『南国月刊』を創刊、戯曲（劇文学）を発表する。その後も戯曲を発表し続け、中国話劇の代表的劇作家の一人となる。25年には〈南国社〉を創設し、28年には文学・絵画・音楽・演劇・映画の5部門をもつ南国芸術学院に発展させた。

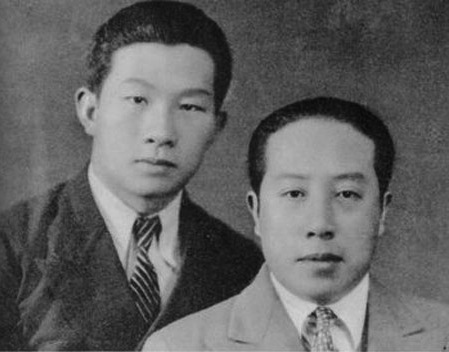
聶耳（左）と田漢（右）、1933年上海で

1932年に中国共産党に入党する。1935年の映画『風雲児女』の主題歌として「義勇軍進行曲」を作詞した。戦時中は桂林で演劇団体を組織していた。
中華人民共和国の成立後は、中国戯劇家協会主席、政府文化部の戯曲、芸術部門の責任者をつとめた。話劇の他に、京劇など伝統演劇改革も指導し、京劇『白蛇伝』などの上演台本も執筆。しかし1966年からの文化大革命で、彼の持つ歴史や民族的文化に対する意識の原点が日本文化に依拠していることなどが批判の対象となり逮捕、投獄され、1968年12月10日に獄中死した。70歳没。

## 没後
1970年、周揚・夏衍・陽翰笙とともに〈4大悪漢〉とされ、さらに1975年には永遠に党籍を剥奪されることが決定した。そのため、彼の作詞した歌は歌えず、国歌も曲の演奏のみにとどめられた。集会等ではその代わりに『東方紅』が歌われていた。
1979年、この決定が覆され、田漢の名誉は回復された。1982年12月4日の第5期全国人民代表大会第5回総会で再び『義勇軍進行曲』が中華人民共和国の国歌として定められた。

## その他
田漢の姪である田偉（でん・い）は1988年に来日し、1996年には東方文化芸術団を設立するなど、日中文化交流活動に努めている。